# Festivalbar 1986 (compilation)
Festivalbar 1986 è una compilation di brani musicali del 1986, pubblicata nell'estate di quell'anno in concomitanza con l'edizione omonima del Festivalbar. La compilation era divisa in due LP ed era pubblicata dalla CGD.

## Festivalbar '86

### Disco 1
Lato A
1. Righeira - Italians a Go-Go
2. Ivan Cattaneo - Neo latina
3. Dori Ghezzi - Nessuno mai più
4. Loredana Bertè - Fotografando
5. Schirone - Onde
6. Anna Oxa - L'ultima città
7. Cristiano De André - Elettrica
8. Viola Valentino - Il posto della luna

Lato B
1. Samantha Fox - Touch Me (I Want Your Body)
2. Giorgia - Tell Me Why
3. Stéphanie - Ouragan
4. Sandra - Little Girl
5. Taffy - Once More
6. Alba - Jump and Do It
7. Spagna - Easy Lady
8. Blow Monkeys - Diggin in your scene

### Disco 2
Lato C
1. Raf - Hard
2. Drum Theatre - Living in the Past
3. Novecento - Excessive Love
4. Hong Kong Syndikat - Too Much
5. Secret Service - When the Night Closes in
6. Savage - Celebrate
7. Michael Cretu - Gambit
8. Ricky - Bang Bang Bang

Lato D
1. Bruce & Bongo - Geil
2. Picnic at the Whitehouse - We Need Protection
3. Fixx - Secret Separation
4. Man - Arabian Go Go
5. John Ryel - The Best of My Love
6. B.T.B. - Take a Chance With Me
7. Erasure - Oh l'amour
8. Billy Ocean - There'll Be Sad Songs

## Dee J Star Festivalbar In Tour - Disco Verde

### Disco 1
Lato A
1. Bruce & Bongo - Geil (Geilomatick Mix)
2. The Dream Academy - The Love Parade (Remix)
3. It's Immaterial - Driving Away From Home (Jim's Tune)
4. Ciardi - A Sud Di Nessun Nord
5. Viktor Lazlo - Sweet, Soft N' Lazy
6. Paul J. Qualley - Back On The Road
7. Intimate Strangers - Raise The Dragon
8. Radiorama - Vampires

Lato B
1. Pete Wylie - Sinful!
2. Sabrina - Sexy Girl
3. Obi-Wan - Nobody Calls Me
4. Billy Ocean - When the Going Gets Tough, the Tough Get Going
5. Meccano - Alle Porte dell'Est
6. Dave & Gloria - Love Was New
7. Scotch - Mirage
8. Agnes O - Charmeurs Latin

## Classifiche

### Festivalbar '86
| Classifica (1986)                     | Posizione |
| ------------------------------------- | --------- |
| Classifica degli album italiana       | 3         |
| Classifica di fine anno italiana 1986 | 26        |